# Adicella silvestris
Adicella silvestris är en nattsländeart som beskrevs av Douglas E. Kimmins 1959. Adicella silvestris ingår i släktet Adicella och familjen långhornssländor. Inga underarter finns listade i Catalogue of Life.